# 卡琳·斯勞特
卡琳·斯勞特（1971年1月6日—），美國犯罪小說作家，第一部小說《Blindsighted》（2001年）出版成將近30種語言，於2001年入圍犯罪作家協會鐵匕首獎。
第二本小說《Fractured》在英國和荷蘭排名第一。
卡琳·斯勞特出生在喬治亞州南部。現在居住在亞特蘭大。

## 外部連結
- Karin Slaughter website（页面存档备份，存于）
- Interview with Karin Slaughter at www.LiteraryWeek.com
- Karin Slaughter at Bookreporter.com（页面存档备份，存于）
- Interview with Karin Slaughter at www.TheCrimeHouse.com（页面存档备份，存于）
- Save the Libraries（页面存档备份，存于）